# یواس‌اس ال‌اس‌تی-۴۶۹
یواس‌اس ال‌اس‌تی-۴۶۹ (به انگلیسی: USS LST-469) یک کشتی بود که طول آن ۳۲۸ فوت (۱۰۰ متر) بود. این کشتی در سال ۱۹۴۳ ساخته شد.